# Eurythmus bryophiloides
Eurythmus bryophiloides là một loài bướm đêm trong họ Noctuidae.